# اصلاحات بریتانیا
حزب اصلاحات بریتانیا (به انگلیسی: Reform UK) یک حزب سیاسی است که در سال ۲۰۱۸ تأسیس شد. این حزب توسط نایجل فراژ و کاترین بلیکلاک تأسیس شد و ایدئولوژی آن پوپولیسم و ضد اتحادیه اروپا است. تمرکز اصلی این حزب بر روی سیاست‌های مرتبط با برگزیت است. حزب اصلاحات در اسکاتلند و ولز نیز چندین شعبه اما در انگلستان فعال‌تر است. شعار حزب این است: «بریتانیا را دوباره بسازیم».
از ژوئن ۲۰۲۴ نایجل فراژ به‌عنوان رهبر حزب منصوب شد و ریچارد تایس از ژوئیه ۲۰۲۴ به‌عنوان معاون رهبر انتخاب شد. این حزب در حال حاضر ۵ کرسی در مجلس عوام دارد و یک کرسی در مجلس لندن. در انتخابات عمومی بریتانیا ۲۰۲۴، حمایت از حزب اصلاحات تحت رهبری فراژ به‌شدت افزایش یافت و آن را به سومین حزب بزرگ تبدیل کرد و ۱۴٫۳٪ از آرا را کسب کرد.

## برای مطالعهٔ بیشتر
- James Dennison. 2020. "How Niche Parties React to Losing Their Niche: The Cases of the Brexit Party, the Green Party and Change UK." Parliamentary Affairs, Volume 73, Pages 125–141